# Hits for Kids 14 (Danska)
Den här cd:n är en samlings cd.

## Spår
1. Crazy Frog: Axel F
2. Akon: Lonely
3. B-Boys: Vi Er Tilbage
4. Amerie: 1 Thing
5. Good Charlotte: I Just Wanna Live
6. Sisse Marie: Boom
7. Cartoons: Day Oh
8. Anne Gadegaard: Vamonos
9. The Loft: City Of Dreams
10. Anastacia: Welcome To My Truth
11. Danzel: Put Your Hands In The Air
12. Kylie Minogue: Giving You Up
13. Blue: Curtain Falls
14. September: Satellites
15. Sunset Strippers: Falling Stars
16. Melanie C: Next Best Superstar
17. Shawn Desman: Let's Go
18. Jennifer Lopez: Get Right
19. Jacob Sveistrup: Tæ
20. Christian Walz: Wonderchild
21. Banaroo: Dubi Dam Dam
22. Simone: Vindens Farver